# Frei Lagonegro
Frei Lagonegro este un oraș în Minas Gerais (MG), Brazilia.